# Liste der dänischen Gesandten beim Heiligen Römischen Reich
Diese Seite listet die dänischen Gesandten beim Reichstag des Heiligen Römischen Reichs zu Regensburg (1662 bis 1806).

## Missionschefs
- 1650–1653: Christian Rantzau
- 1657–1658: Christoffer Sehested

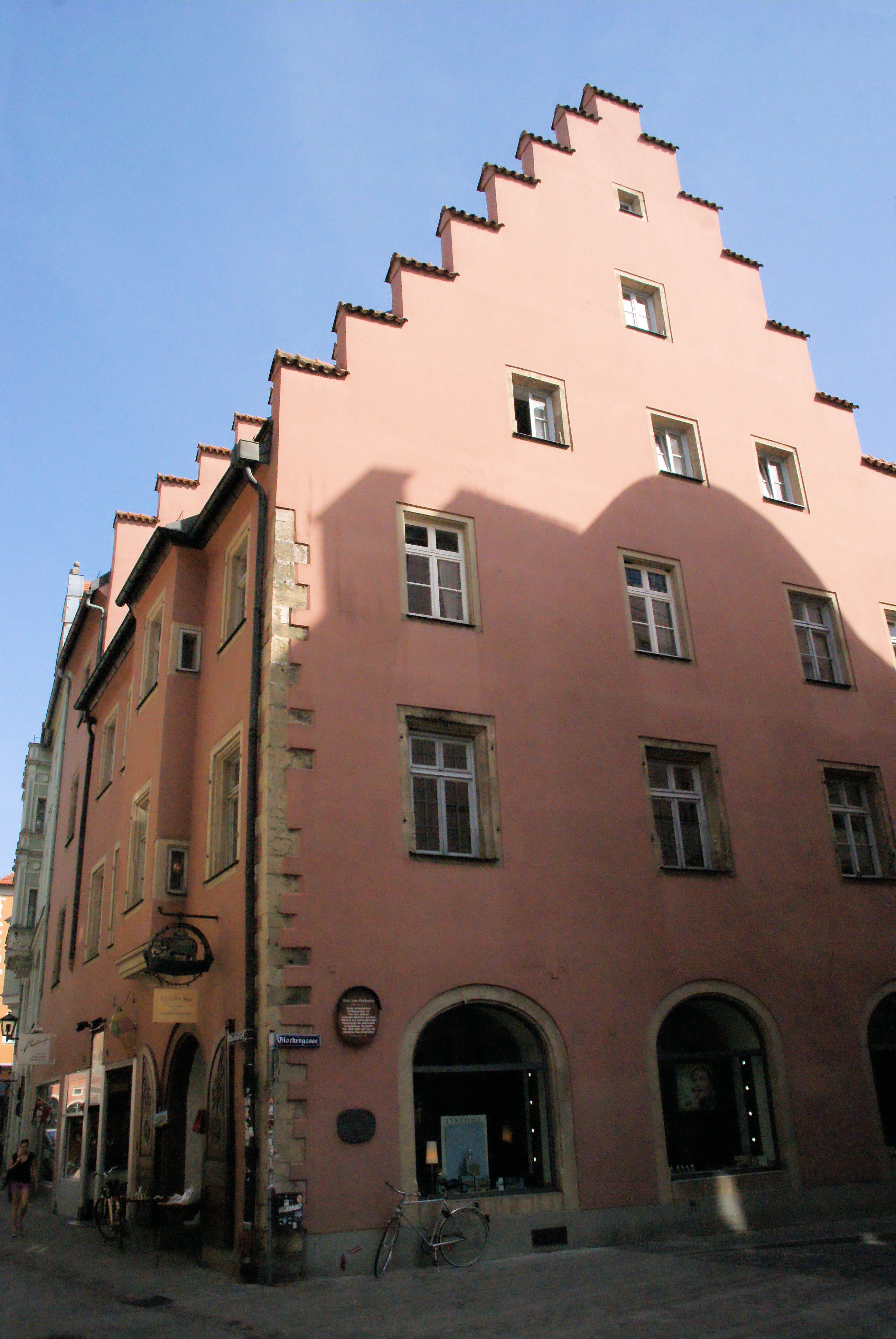
Die Regensburger Glockengasse 1, ehemals Dänische Gesandtschaft (um 1760)

- 1662–1679: Andreas Pauli von Liliencron
- 1680–1681: Andreas Pauli von Liliencron
- 1683–1685: Franz Mayer von Mayersheim
- 1685–1687: Christoph Gensch von Breitenau
- 1687–1690: Ditlev Nicolas Piper von Løwencron
- 1690–1691: Andreas Pauli von Liliencron
- 1691–1693: Johann Christoph von Urbich (Chargé d’affaires)
- 1694–1695: Georg Ernst von Wedel-Jarlsberg
- 1696–1700: Johann Christoph von Urbich (chargé d’affaires)
- 1700–1701: Thomas Balthasar von Jessen
- 1701–1703: Johann Christoph von Urbich (chargé d’affaires)
- 1703–1710: Frederik von Weiberg
- 1710–1711: Giambattista Velo
- 1711–1720: Frederik von Weiberg
- 1721–1722: Lorentz Reichwein
- 1722–1740: Christian August von Berkentin
- 1740–1749: Gerhard Ernst Franck von Franckenau (chargé d’affaires, starb im Amt)
- 1749–1750: Christian Gottfried von Johnn (chargé d’affaires)
- 1750–1781: Johann Friedrich Bachoff von Echt
- 1781–1784: Cuno Hans von Vieregg
- 1784–1788: Christian Frederik Güldencrone
- 1788–1789: Ferdinand von Luckner (chargé d’affaires)
- 1790–1805: Armand François Louis de Mestral de Saint-Saphorin (starb im Amt)
- 1805–1806: Georg Nikolaus Nissen (chargé d’affaires)

1806: Auflösung des Heiligen Römischen Reichs